# Alectona triradiata
Alectona triradiata är en svampdjursart som beskrevs av Claude Lévi 1983. Alectona triradiata ingår i släktet Alectona och familjen Alectonidae.
Artens utbredningsområde är havet kring Nya Kaledonien. Inga underarter finns listade i Catalogue of Life.